# Bob Wilkinson
Robert Michael Wilkinson, detto Bob (Luton, 25 luglio 1951 – Haynes, 1º febbraio 2021), è stato un rugbista a 15 e imprenditore britannico, già seconda linea dei Bedford Blues e nazionale inglese.

## Biografia
Proveniente da Luton, Bob Wilkinson studiò all'Università di Cambridge, nella cui squadra di rugby militò nel ruolo di seconda linea; nel 1973, secondo la consuetudine dei Barbarians di scegliere almeno un giocatore senza presenze internazionali, fu invitato nella selezione che affrontò la Nuova Zelanda a Cardiff, che si risolse in una vittoria del club inglese caratterizzata dalla famosa meta di Gareth Edwards.
Nel 1975 esordì a Brisbane in Nazionale inglese contro l'Australia, avversario che incontrò, e batté, nel suo secondo test match a Twickenham a inizio 1976; disputò poi tutto il Cinque Nazioni 1976 che si risolse in un Whitewash per l'Inghilterra, e terminò con tale torneo la sua carriera internazionale.
A livello di club militò nel Bedford Blues, poi intraprese in proprio l'attività di importazione di banane.
Ha un figlio, anch'egli rugbista, terza linea centro, omonimo e coetaneo del più famoso Jonny Wilkinson.